# Oscar Tintel
Oscar Tomas Tintel Penña Neto  (Salto, 26 de maio de 1982), é um cantor e compositor brasileiro. Ficou nacionalmente conhecido após vencer em 2003 o talent show Popstars e integrar a boyband Br'oz. Após 2005 se tornou cantor de pagode e vocalista do Grupo Disfarce.

## Biografia
A música entrou na sua vida aos 10 anos de idade, quando fez parte de um grupo de pagode chamado Representantes do Samba, onde, em todas as apresentações, seus pais estavam sempre presentes. De lá pra cá ele não parou. Fez parte de outros grupos de pagode, como o Ousadia. Além disso, para ajudar na renda familiar (e sua própria) foi office boy, trabalhou montando pallets e em uma olaria. E, por um tempo, ele até encarou os campos de futebol, mas logo a bola foi substituída pela microfone.

## Carreira
Em 2003  venceu o talent show Popstars e passou a integrar a boy band brasileiro Br'oz até 2005, com o qual lançou dois álbuns de estúdio, Br'oz (2003) e Segundo Ato (2004),  Com menos de um ano de estrada eles venderam mais de 550 mil cópias do álbum de estreia e 40 mil exemplares do primeiro DVD. BR'OZ teve dois singles número um no Brasil: "Prometida" e "Vem Pra Minha Vida". Em 2004, lançaram o álbum Segundo Ato.
Após o fim do grupo, gravou algumas músicas em carreira solo, participou do grupo de pagode Eterno Astral mas, logo apos foi chamado para participar do Grupo Disfarce. Desde 2013, porém, Oscar segue em carreira solo e focado em trabalhar por trás dos holofotes na produção de outros artistas compondo. Tem musicas  gravadas por Br'oz, Exaltasamba, Os Travessos, Thiaguinho, Ludmilla, Katinguelê, Rodriguinho e vários outros. Oscar também atua como produtor musical, produzindo os grupos que fez parte e outros artistas como Marcelly e o próprio Br'oz, juntamente com os integrantes da banda e o músico Tiago Santana. Dia 11 de Dezembro de 2018 gravou seu primeiro DVD em carreira solo na cidade de Pelotas RS com participações especiais como :o humorista Nego Di, o cantor Gaab , Mr. Dan, André Marinho e Jhean Marcell que fizeram parte do grupo BR’OZ. 